# Ulykken (film)
|  | Denne artikel er oprettet af botten Steenthbot ud fra en ekstern database. Den kan derfor have sproglige fejl eller mangler. Denne skabelon kan fjernes efter kontrol af indholdet. |

Ulykken er en dansk kortfilm fra 2003 instrueret af Poul Erik Madsen og efter manuskript af Flemming Christian Klem og Poul Erik Madsen.

## Medvirkende
- Lars Brygmann, Hans-Peter
- Camilla Bendix, Anna
- Anders Lunden Kjeldsen, Malte 13 år
- Joachim Hauboff, Malte 4 år
- Julie Carlsen, Karen